# Berthold al IV-lea de Zähringen

Teritoriile din Elveția, cca. 1200. Părțile marcate cu verde constituie stăpânirile deținute de ducii de Zähringen

Berthold al IV-lea (n. cca. 1125 – d. 8 decembrie 1186) a fost duce de Zähringen din 1152 și rector de Burgundia. El a întemeiat numeroase orașe, inclusiv Fribourg.

## Viața
Berthold al IV-lea a succedat fratelui său, Conrad I ca duce de Zähringen. De asemenea, Berthold a pretins titlul de "duce de Burgundia". Cu toate acestea, împăratul Frederic I Barbarossa s-a căsătorit între timp cu contesa Beatrice I de Burgundia, fiica ultimului conte de Burgundia din casa de Ivrea. Aceasta a intrat în contrast cu pretențiile lui Berthold, căruia i s-a acordat doar titlul de Rector de Burgundia și a fost făcut stăpân asupra orașelor Geneva, Lausanne și Sion.
Rivalitatea cu ducele Frederic al IV-lea din vecinul ducat de Suabia l-a pus în situația de a lupta alături de Welf al VI-lea în disputa pentru feuda Tübingen (1164-1166). În 1173, el a dovedit conducător asupra Zürichului.

## Căsătorie și urmași
Berthold al IV-lea a fost căsătorit cu Heilwiga de Frohburg, cu care a avut trei copii:
- Berthold, ultimul duce de Zähringen; după moartea sa, conții de Kyburg și Urach au moștenit posesiunile ducilor de Zähringen
- Agnes, căsătorită cu contele Egino al IV-lea de Urach
- Ana, căsătorită cu contele Ulrich al III-lea de Kyburg